# Chet Miller
Chet Miller (Detroit, Michigan, 19 de julio de 1902-Indianápolis, Indiana, 15 de mayo de 1953) fue un piloto de automovilismo estadounidense.
En la sección de prácticas de la edición de 1953 de Indianapolis 500 (el 15 de mayo), murió en un accidente. Su muerte se produjo poco antes de la de su compañero de equipo y compatriota, Carl Scarborough. Conducía un Kurtis Kraft-Novi.

## Resultados

### Fórmula 1
| Año     | Escudería                   | 1   | 2       | 3       | 4   | 5   | 6   | 7   | 8   | 9   | Pos. | Puntos |
| ------- | --------------------------- | --- | ------- | ------- | --- | --- | --- | --- | --- | --- | ---- | ------ |
| 1950    | Novi Mobil                  | GBR | MON     | 500 DNQ | SUI | BEL | FRA | ITA |     |     | NC   | 0      |
| 1951    | Novi Purelube/Jean Marcenac | SUI | 500 Ret | BEL     | FRA | GBR | GER | ITA | ESP |     | NC   | 0      |
| 1952    | Novi Pure Oil/Lewis Welch   | ARG | 500 Ret | NED     | BEL | FRA | GBR | GER | SUI | ITA | NC   | 0      |
| 1953    | Novi Governor               | ARG | 500 DNQ | BEL     | FRA | GBR | GER | SUI | ITA | ESP | NC   | 0      |
| Fuente: |                             |     |         |         |     |     |     |     |     |     |      |        |

### Indianapolis 500
| Año     | Resultado |
| ------- | --------- |
| 1930    | DSQ       |
| 1931    | 10        |
| 1932    | Ret       |
| 1933    | Ret       |
| 1934    | Ret       |
| 1935    | 10        |
| 1936    | 5         |
| 1937    | Ret       |
| 1938    | 3         |
| 1939    | Ret       |
| 1940    | DSQ       |
| 1941    | 6         |
| 1946    | Ret       |
| 1948    | Ret       |
| 1950    | DNQ       |
| 1951    | Ret       |
| 1952    | Ret       |
| 1953    | DNQ       |
| Fuente: |           |